# 순결 패러독스
《순결 패러독스》(純潔パラドックス)는 미즈키 나나의 25집 싱글이다. 2011년 8월 3일에 출시되었다.

## 곡 목록
1. "Junketsu Paradox"
2. "7Colors"
3. "Stay Gold"